# Bart Leysen
Bart Leysen (Herentals, 10 februari 1969) is een voormalig Belgisch wielrenner, die sterk was in het klassieke voorjaar in dienst van de kopmannen. Hij was beroeps van 1991 tot 2002. Na zijn loopbaan als wielrenner werkte hij als mecanicien voor professionele wielerploegen als Katjoesja en Lotto. Hij werd ploegleider bij Lotto en daarna bij Alpecin-Deceuninck. Hij is de vader van profwielrenner Senne Leysen.

## Carrière
Bart Leysen werd beroepswielrenner in 1991, bij de Lotto-ploeg van Jean-Luc Vandenbroucke: aanvankelijk vanaf 1990 als stagiair.
Zijn grootste overwinning behaalde Leysen in het wielerseizoen 1995: de E3-Prijs Vlaanderen. Hij sprong weg uit een groep van zo'n dertig renners en arriveerde solo in Harelbeke. Destijds fietste hij voor de Mapei-ploeg als helper van Johan Museeuw. De buitenwereld stelde zich vragen bij de transfer van Leysen, die overkwam van Vlaanderen 2002-Eddy Merckx. Hij was niet bijzonder opgevallen bij Lotto en Vlaanderen 2002, alhoewel hij als Lotto-stagiair de Ardense Pijl won. In 1993 won hij de GP Briek Schotte bij Lotto. Hij bewees zich bij de "blauwe armada" van ploegleider Patrick Lefevere als hardrijder in dienst van Museeuw. In 1998 werd Leysen achtste in Parijs-Roubaix. Drie renners van Mapei bevolkten het podium: winnaar Franco Ballerini, Andrea Tafi en Wilfried Peeters.
Leysen stopte in 2002, bij de Palmans-ploeg, en werd actief als ploegleider en als mecanicien. Hij werd aangeworven door het Russische Katjoesja-Alpecin. Sinds 2020 is hij ploegleider van zijn zoon Senne, maar ook van Mathieu van der Poel, Jasper Philipsen en (voorheen) Tim Merlier, bij de Belgische wielerploeg Alpecin-Deceuninck.

## Belangrijkste overwinningen
1990
- Flèche Ardennaise

1991
- Omloop van de Westkust

1993
- GP Briek Schotte

1995
- E3 Prijs Vlaanderen
- Schaal Sels Merksem

## Resultaten in voornaamste wedstrijden
| Jaar | Ronde van Italië | Ronde van Frankrijk | Ronde van Spanje |
| ---- | ---------------- | ------------------- | ---------------- |
| 1991 |                  |                     |                  |
| 1992 |                  |                     |                  |
| 1993 |                  |                     |                  |
| 1994 |                  |                     |                  |
| 1995 |                  |                     | 78e              |
| 1996 |                  |                     | 77e              |
| 1997 |                  |                     |                  |
| 1998 |                  | 92e                 |                  |
| 1999 |                  | 133e                |                  |
| 2000 |                  |                     |                  |
| 2001 |                  | opgave              |                  |

| Jaar | Milaan-San Remo | Gent-Wevelgem | Ronde van Vlaanderen | Parijs-Roubaix | E3 Harelbeke | Parijs-Tours | Cyclassics Hamburg |
| ---- | --------------- | ------------- | -------------------- | -------------- | ------------ | ------------ | ------------------ |
| 1991 | 49e             |               |                      | 64e            |              |              |                    |
| 1992 |                 |               |                      |                |              | 77e          |                    |
| 1993 |                 |               | 67e                  | 34e            |              |              |                    |
| 1994 |                 | 55e           | 58e                  |                | 11e          |              |                    |
| 1995 |                 | 72e           | 75e                  | 40e            | ↑            | 21e          |                    |
| 1996 |                 | 75e           | 64e                  | 50e            | 19e          | 131e         | 6e                 |
| 1997 |                 | 35e           | 89e                  | 33e            | 11e          |              |                    |
| 1998 |                 | 70e           |                      | 8e             |              | 149e         |                    |
| 1999 |                 | 119e          |                      | 33e            |              |              |                    |
| 2000 |                 |               |                      | 58e            |              |              |                    |
| 2001 |                 | 63e           |                      | 42e            |              |              |                    |